# USS Cone (DD-866)
USS Cone (DD-866) — эскадренный миноносец типа «Гиринг» ВМС США, названный в честь контр-адмирала Гиринга (1871—1941). Заложен на верфи компании «Бетлехем стил» в Статен-Айленде, штат Нью-Йорк, 30 ноября 1944 года, спущен на воду 10 мая 1945 года, вошёл в строй 18 августа 1945 года.
Эсминец чередовал операции у восточного побережья США с выдвижением в Карибское море в составе 2-го флота. Был также выдвинут в составе 6-го флота в Средиземноморье, участвовал в операциях «Морской Дракон» и «Market Time», осуществлял патрулирование с целью поиска и спасения, обеспечивал огневую поддержку сухопутных войск во время войны во Вьетнаме.

## История
Коун совершил первое плавание в Портсмут, Англия, с 12 февраля по 9 апреля 1946 года. Через неделю в Ньюпорте, Род-Айленд, она отплыл на продолжительный тур доброй воли в порты Северной и Южной Европы, принимая посетителей в каждом городе. Возвратился в Ньюпорт 24 октября 1946 года. До лета 1947 года действовал вдоль восточного побережья и в Карибском море, базируясь на порт приписки Норфолк, штат Виргиния; затем с курсантами на борту совершил учебный круиз в Северную Европу.
Проводя между выдвижениями непрерывное обучение и техническое обслуживание на восточном побережье США и в Карибском бассейне, Коун отбыл в своё первое развёртывание в Средиземное море составе 6-го флота в 1948 году, приняв участие Палестинском патруле ООН. Он вернулся в Средиземное море в 1949 году, и позднее в том же году во время учений пересекли Полярный круг. В 1950 году Коун находился на Восточном побережье США и Карибском море, а также совершил очередное плавание в составе 6-го флота. Выдвижение 1951 года в Средиземное море было ознаменовано визитом Уинстона Черчилля в Венецию 9 сентября, в том же году Коун доставил послов США и Великобритании в Грецию для визита в Афонский монастырь. В 1952 году Коун снова выдвигается в Средиземное море, а 28 августа 1953 года отплывает из Ньюпорта в кругосветное путешествие по маршруту Панама—Сан-Диего—Перл-Харбор—Мидуэй—Йокосука. В Йокосуке он присоединился к оперативной группе 77 для патрулирования берегов Кореи, а затем через Гонконг, Бахрейн, Порт-Саид, Неаполь, Вильфранш и Лиссабон возвратился в Норфолк 9 апреля 1954 года.
С сентября по ноябрь 1954 года Коун находился в составе сил НАТО во время противолодочных учений у берегов Ирландии и в операции «Блэкджек», замем сделал несколько коротких заходов в средиземноморские порты. В 1955 году Коун сосредоточился отработке ПВО в составе авианосной группы. В 1956 году он участвовал в учениях НАТО в Средиземном море и возвратился в порт приписки в июне. Во время Суэцкого кризиса, он присоединился к оперативной группе, дислоцированной в Восточной Атлантике, затем совершил заход в Лиссабон, после чего вернулся в порт приписки. В 1958 и 1959-60 годах Коун находился в составе Шестого флота в Средиземном море, затем до конца 1960-х годов проводил учения в Карибском бассейне, базируясь на новый порт приписки, Чарлстон, Южная Каролина, и участвовал в манёврах НАТО в водах Северной Европы.

## Списание и передача
Коун был списан и удалён из регистра военно-морских судов 1 октября 1982 года, передан Пакистану и переименован Аламгир. В первый экипаж Аламгира вошли коммандер А. У. Хан (позже Коммодор), лейтенант-коммандер Акил Фаруки, коммандер Убайд (ЛО), лейтенант М. Башир Чаудхри (позже Коммодор) и лейтенант-коммандер Шахид Латиф (позже контр-адмирал). Корабль был введен в строй в Чарльстоне, США, 1 октября 1982 года. Он был списан 4 декабря 1998 года и сдан на слом.